# 田代荘
田代荘（たしろのしょう）は上総国長柄郡、現在の千葉県長生郡長柄町田代地区を庄域とし、平安時代を中心に発展した興福寺系の荘園。初見資料は『朝野群載』所収、寛平2年（890年）8月5日付の「藤原菅根等連署荘園施入帳」。
宝亀5年（774年）に上総介に任じられた藤原黒麻呂が現在の茂原地区を私牧として設定し以降、子春継の代に至るまでその土地を開墾して藻原荘とし、同じ一宮川の上流域の谷戸である田代地区を買得集積し、これを田代荘とした。なお、施入帳には「田代荘 壱処在長柄郡、壱処在天羽郡」とあり、田代荘は長柄郡と天羽郡に分置されていたとみられ、天羽郡の部分は天羽荘とも称された。
藻原荘に住み生涯を終えた春継は、興福寺に施入するよう遺言していたが、菅根の亡父良尚は遺言を果たさず急死しため、菅根らが施入したとされている。また、9世紀半ば頃から、東国では朝廷の統制力は既に弱まり、寛平・延喜東国の乱に見られるように治安が不安定なっていく時期であったことから荘園を存続させるため、黒麻呂の孫良尚に死により継承した曾孫菅根等が本家職を藤原氏の氏寺である南都興福寺に藻原荘とともに施入（献上）したとも考えられている。